# Dzierzgowo (gmina)
Dzierzgowo – gmina wiejska w Polsce położona w województwie mazowieckim, w powiecie mławskim. W latach 1975–1998 gmina administracyjnie należała do województwa ciechanowskiego.
Siedziba gminy to Dzierzgowo.
Według danych z 2014 roku gminę zamieszkiwały 3262 osoby. Natomiast według danych z 31 grudnia 2019 roku gminę zamieszkiwało 3051 osób.

## Struktura powierzchni
Według danych z roku 2002 gmina Dzierzgowo ma obszar 150,63 km², w tym:
- użytki rolne: 64%
- użytki leśne: 27%

Gmina stanowi 12,86% powierzchni powiatu.

## Demografia

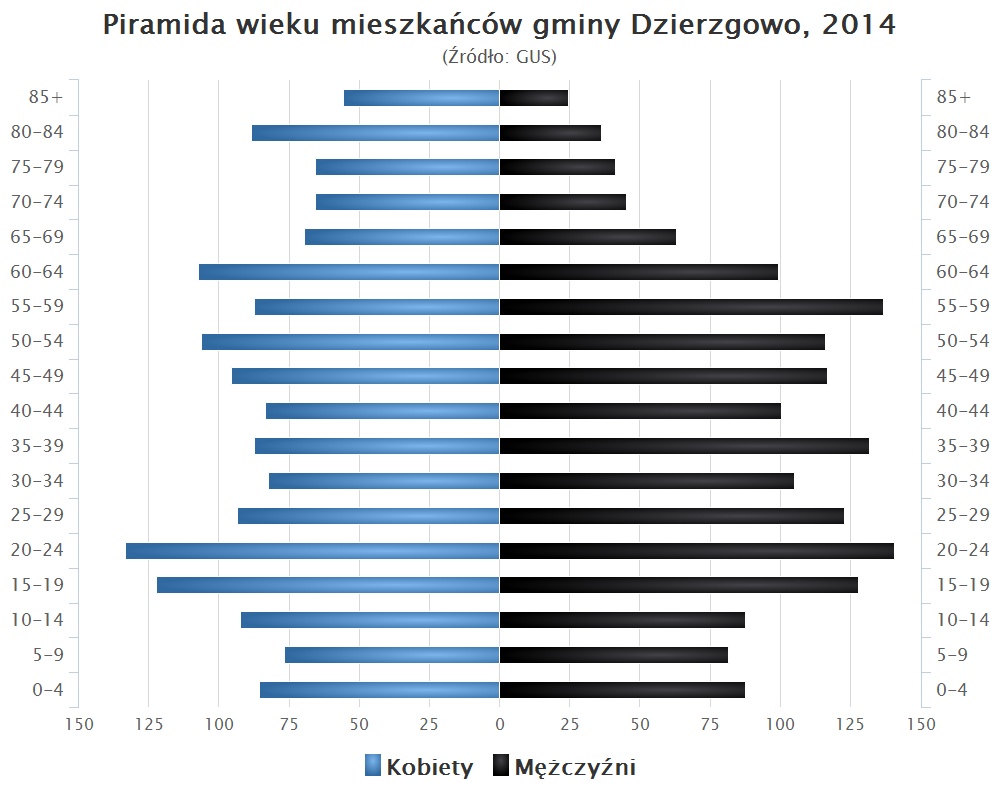
Piramida wieku mieszkańców gminy Dzierzgowo w 2014 roku

Dane z 30 czerwca 2004:
| Opis                              | Ogółem | Ogółem | Kobiety | Kobiety | Mężczyźni | Mężczyźni |
| --------------------------------- | ------ | ------ | ------- | ------- | --------- | --------- |
| jednostka                         | osób   | %      | osób    | %       | osób      | %         |
| populacja                         | 3489   | 100    | 1722    | 49,4    | 1767      | 50,6      |
| gęstość zaludnienia (mieszk./km²) | 23,2   | 23,2   | 11,4    | 11,4    | 11,7      | 11,7      |

## Przyroda
Na terenie gminy znajduje się obszar chronionego krajobrazu Zieluńsko–Rzęgnowskiego. Zajmuje 922,83 ha, jest zarządzany przez nadleśnictwo Przasnysz.
Ponadto istnieje stanowisko dokumentacyjne o nazwie Morena Rzęgnowska. Łączna powierzchnia tej formy ochrony wynosi 517,72 ha. Długość wynosi 14 km. Morena Rzęgnowska jest historycznym miejscem zaciekłych walk pomiędzy wojskami polskimi a hitlerowskimi w trakcie kampanii wrześniowej w 1939 roku (tzw. "pozycja rzęgnowska" Armii "Modlin"). Miała ona kluczowe znaczenie w trakcie walk na północnym Mazowszu.
Na terenie gminy swój początek bierze rzeka Łydynia, lewy dopływ Wkry (koło Choszczewki), przepływająca przez Ciechanów, oraz Węgierka, prawy dopływ Orzyca, która bierze swój początek we wsi Zawady. Przepływa ona m.in. przez Przasnysz. Rzeka Orzyc płynie wzdłuż zachodniej granicy gminy z gminą Wieczfnia Kościelna na długości 12 kilometrów. Jednymi z dopływów Orzyca są Tamka, nad którą położona jest wieś Dzierzgowo, oraz Dąbrówka.
Północne tereny gminy charakteryzują się występowaniem terenów podmokłych i bagien, które są siedliskiem dla wielu gatunków zwierząt, m.in. bobrów. Wschód jest gęsto zalesiony i eksploatowany na potrzeby przemysłu drzewnego. Dawniej ten teren nazywano puszczą Mazuch.
Pozostałością po zlodowaceniach jest morena o długości 14 km, ciągnąca się od doliny Orzyca do wsi Ożumiech. Najwyższym wzniesieniem jest Czubak (205,4 m n.p.m.).

## Edukacja
Na terenie gminy znajdują się dwie szkoły podstawowe, oraz dwa przedszkola, z siedzibami w Dzierzgowie i Rzęgnowie.

## Osoby związane z gminą
- Mikołaj Dzierzgowski - arcybiskup gnieźnieński, herbu Jastrzębiec
- Janusz Majewski - polski szablista, dwukrotny medalista mistrzostw świata
- Czesław Nowicki - polski piłkarz grający na pozycji pomocnika, zawodnik Lechii Gdańsk
- Herschel Lewis Roman - polski biolog, urodzony w Szumsku, większość życia spędził w Stanach Zjednoczonych, badając genetykę drożdży
- Aurelia Duczymińska - związana z gminą ziemianka, działaczka społeczna i oświatowa. Fundatorka tajnej szkoły i przytułku w Szumsku
- Krystyna Romeyko-Bacciarelli - polska dziennikarka, związana m.in. z Polskim Radiem w Bydgoszczy
- Franciszek Walewski ps. "Mrok", "Stryjek" - kapitan piechoty Wojska Polskiego i Armii Krajowej

## Sołectwa
Brzozowo-Czary, Brzozowo-Dąbrówka, Brzozowo-Łęg, Brzozowo-Maje, Choszczewka, Dobrogosty, Dzierzgowo, Dzierzgówek, Kamień, Kitki, Krery, Kurki, Międzyleś, Nowe Brzozowo, Nowe Łączyno, Pobodze, Ruda, Rzęgnowo, Stare Brzozowo, Stare Łączyno, Stegna, Szpaki, Szumsk, Tańsk-Grzymki, Tańsk-Przedbory, Umiotki, Wasiły, Zawady, Żaboklik

## Pozostałe miejscowości
Brzozowo-Utraty, Kolonia Choszczewka, Kostusin, Koziorowo, Pęcherze, Rogale, Sosnówka, Szumsk-Sodowo, Tańsk-Chorąże, Tańsk-Kęsocha, Tańsk-Kiernozy, Wydrzywilk

## Sąsiednie gminy
Chorzele, Czernice Borowe, Grudusk, Janowiec Kościelny, Janowo, Krzynowłoga Mała, Szydłowo, Wieczfnia Kościelna